# Звенигородская биостанция МГУ и карьер Сима
Звенигородская биостанция МГУ и карьер Сима — ботанический и зоологический государственный природный заказник регионального значения, созданный на территории Одинцовского района Московской области в 1981 году.

## Обучение
На ЗБС проходит летняя практика 1 курса Биологического факультета МГУ, а также частично нескольких других.
На практике (на момент 2023 года) проходят два учебных блока в размере 4-х недель каждый: зоологический и ботанический, которые основаны на том, что студенты лично изучают биоразнообразие станции, наблюдая за объектами в естественной среде обитания (прим. птицы), или же вблизи, иногда в микроскопах/бинокулярах (прим. водоросли).
В ходе изучения блоков по каждой дисциплине проводят дифференцированный зачёт, однако несмотря на это, главной задачей является изучение всевозможного разнообразия живых существ и мест их обитаний. Для этого, в большинстве случаев студенты сами должны определять вид находящегося перед ними существа с помощью специальных биологических определителей — книг с тезами и антитезами, которые должны довести определяющего до вида, рода или семейства.
В зоологическом блоке проходят следующие дисциплины: энтомология (сбор и создание энтомологической коллекции); ихтиология (вылов рыбы (исключительно для изучения) а также создание биологического рисунка по формалиновым экземплярам); зоология беспозвоночных (вылов планктона, бентоса и личинок насекомых, а также биологические рисунки по ним); зоология позвоночных (наблюдение за птицами, голосами птиц и грызунами).
В ботаническом блоке же изучают ботанику высших растений (сбор букета трав, цветов, злаков и осок и биологический рисунок некоторых их частей); альгология и микология (сбор образцов водорослей и грибов, их биологические рисунки.); геоботаника (знакомство с разнообразием растительности, изучение основных факторов, влияющих на состав, структуру и динамику растительных сообществ; как часть курса геоботаники проходит блок почвоведения, где студенты изучают основные типы почв).
В конце каждого из блоков проводится так называемый «самраб», сокращение для самостоятельной работы. Он длится неделю и в ходе этого времени студенты в группах от 3 до 10 человек под руководством преподавателей и научных сотрудников ставят эксперимент/проводят изучение и пишут на этой основе научную работу.
За практику выставляется оценка, которая будет выставлена в дипломе, она вычисляется средним арифметическим из оценок за все дисциплины. Впрочем, студенты, получившие «три» хотя бы за одну дисциплину, получить «пять» за практику не могут.

## География
Заказник включает кварталы 1 — 27 Биостанции МГУ и кварталы 24 — 27, 33, 34 Шараповского лесничества Звенигородского лесхоза и расположен к западу от города Звенигород, южнее реки Москвы по обе стороны от шоссе Звенигород — Аниково.
Заказник расположен на террасах древней долины реки Москва (территория к северу от шоссе, Биологическая станция) и водораздельном плато с выровненным рельефом (к югу от шоссе), которое в юго-восточной части прорезывается Мелеевским оврагом. Важным объектом является также верховое болото Сима.
Общая площадь заказника — 1300 га.

## Охраняемые виды

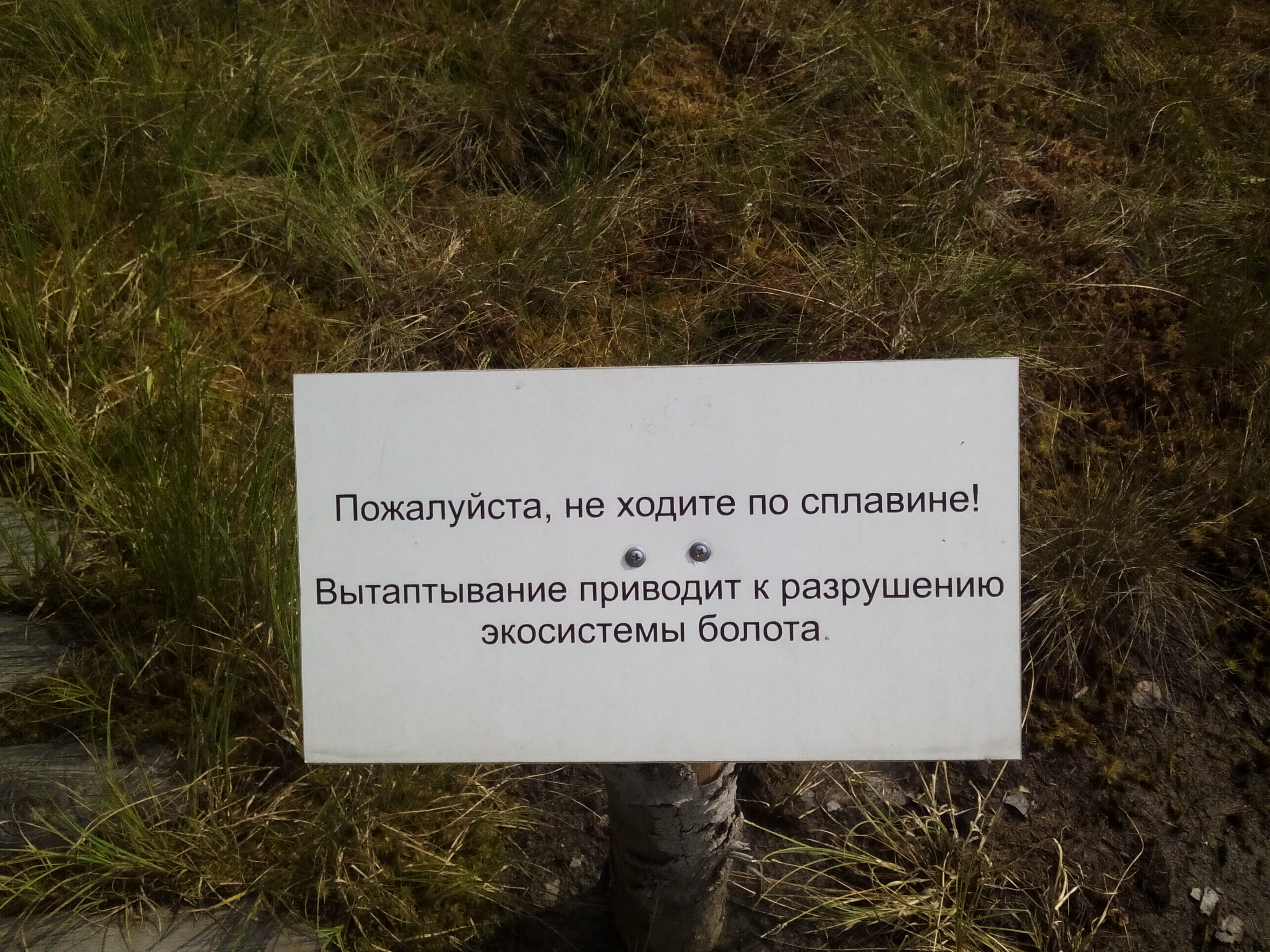

Редкие растения, обитающие на территории заказника: страусник обыкновенный, многоножка обыкновенная, баранец обыкновенный, плауны годичный, булавовидный и сплюснутый, ирис водный, шпажник черепитчатый, кубышка жёлтая, печёночница благородная, сочевичник чёрный, волчье лыко, одноцветка крупноцветковая, грушанка средняя, борец высокий, хохлатка плотная, ужовник обыкновенный, гроздовник многораздельный, купальница европейская, пальчатокоренники (ятрышники) Фукса и мясокрасный, пыльцеголовник длиннолистный, кокушник клобучковый, дремлик широколистный, стагачка однолистная, ладьян трёхраздельный, любки двулистная и зеленоцветковая, колокольчики широколистный и персиколистный.
Редкие животные: рыжая вечерница, ушан, лесной нетопырь, ночница усатая, перепелятник, тетеревятник, ушастая сова, чёрный дятел, ворон, веретеница (ящерица).
В заказнике находится одна из крупнейших в Подмосковье колоний рыжих лесных муравьёв.
Вблизи Симы обитают редкие виды насекомых: чёрный блестящий (болотный) муравей и муравей Якобсона, а также бабочки торфяниковая голубянка и торфяниковая (северная) перламутровка.

## Скандал с застройкой буферной зоны
В 2007 году власти Одинцовского района дали разрешение на строительство 50 новых коттеджей посёлка Луцино в старом еловом лесу на склоне Москвы-реки, в буферной зоне к востоку от заказника. После протестов экологов и руководства биостанции МГУ Росприроднадзор подтвердил неправомерность этого постановления.